# Муравьёв, Сергей Никитич
Сергей Никитич Муравьёв (фр. Serge Mouravieff [в научных публикациях Mouraviev]; род. 13 июня 1938 года, Париж, Франция) — французско-российский филолог-классик, специалист по античной философии и истории, переводчик, историк письменности Закавказья и исследователь античной палеогеографии Кавказа и Прикаспия, генеалог. Является обладателем степени доктора философии, полученной в Университете Париж-IV Сорбонна (1996 год).

## Биография
Родился 13 июня 1938 года в Париже в семье поэта и художника, представителя дворянского рода Муравьевых, Никиты Сергеевича Муравьёва и Марии Михайловны Родзянко (внучки Михаила Родзянко). Является прямым потомком Сергея Николаевича Муравьева (1809—1874), младшего брата Александра Николаевича Муравьева (декабриста,1792-1863), Николая Николаевича Муравьева-Карсского (1794—1867), графа Михаила Николаевича Муравьева-Виленского (1796—1866) и Андрея Николаевича Муравьева (1806—1874).
В 1957 году переехал в Советский Союз. Учился в Московском институте иностранных языков (не закончил). С середины 1960-х годов занялся самообразованием. С 1992 года живёт во Франции. В СССР зарабатывал переводами, во Франции — синхронным переводом.
С 1970 года выпустил около 200 работ (в том числе 17 книг) по античной философии (Гераклит), истории христианских письменностей Кавказа (армянской, грузинской и алуанской), исторической географии Кавказа, Каспийского моря и Прикаспия I тыс. до н. э., истории рода Муравьевых, о Туринской плащанице и др.
С 1999 года публикует в Германии серию «Heraclitea» на древнегреческом и французском языках (вышло 11 томов). Издал в 2012 г. однотомный полный свод античных сведений о Гераклите и его фрагментов с русским переводом. Работы Муравьёва над текстами Гераклита вызвали резкую критику ряда специалистов — прежде всего, А. В. Лебедева, расценившего их как совершенно ненаучные.

## Основные работы
О Гераклите и античной философии:
- Testimonia de vita et scripto Heracliti Ephesii — Свидетельства о жизни и сочинении Гераклита Эфесского. / Вестник древней истории 130/4. 1974. C. 195—218; 131/1. 1975. C. 27-48 и 229—244; 136/2, 1976. С. 47-72 (два приложения с текстами и три статьи комментариев).
- Гераклит Эфесский. Фрагменты сочинения, известного под названием «Музы» или «О природе». — Лукреций Кар, О природе вещей. / М.: Изд. Художественная литература, 1983. С. 237—268, 361—371.
- Heraclitea. Édition critique complète des témoignages sur le vie et l’œuvre d’Héraclite d’Éphèse et des vestiges de son livre — Sankt Augustin: Academia Verlag, 1999—2011 — (вышло 11 книг, изд. продолж.)
- Гераклит Эфесский. Всё наследие. / Подготовил С. Н. Муравьев. — М.: Ad Marginem, 2012—416 с. Тираж 2000 экз.

О создании раннехристианских письменностей Закавказья
- Из истории одного открытия // Армянский гуманитарный вестник. Т. 4. 2012. С. 14-66, 77-92. — Собрание опубл. и неопубл. статей 1980—1985 гг.[6]
- Erkataguir ou Comment naquit l’alphabet arménien. — Sankt Augustin.: Academia Verlag, 1999—2011.
- Генезис древнегрузинского письма асомтаврули (недоступная ссылка) (1981)
- Три этюда о кавказско-албанской письменности — Ежегодник иберийско-кавказского языкознания. 8. Тбилиси: Мецниереба. 1981. С. 222—325.

По исторической географии Закавказья, Прикаспия и Западной Центральной Азии
- Птолемеева карта Кавказской Албании и уровень Каспия. / Вестник древней истории. 1983. № 1/163. С. 117—147.
- Проблема Аракса—Танаиса—Яксарта и уровень Каспия в VI—III вв. до н. э. — Mathesis. Труды семинара по истории античной науки и философии. М.: Наука, 1991. С. 115—175

Генеалогия
- Муравьевы. 1488—1996. Краткая роспись рода… / Париж-Москва: Myrmekia, 1997.

Туринская плащаница
- (в соавторстве с André Cherpillod) Apologie pour le Suaire de Turin par deux scientifiques non croyants. — Paris-Moscou: Myrmekia. 1998. C. I—XIV, 109—221.